# Phthirusa caatingae
Phthirusa caatingae är en tvåhjärtbladig växtart som beskrevs av C.T. Rizzini. Phthirusa caatingae ingår i släktet Phthirusa och familjen Loranthaceae. Inga underarter finns listade i Catalogue of Life.